# 벨기에 프랑
벨기에 프랑(네덜란드어: Belgische frank, 프랑스어: Franc belge, 독일어: Belgischer Franken)은 1832년부터 2002년까지 통용된 벨기에의 통화로, 1 프랑은 100 상팀(네덜란드어: centiem, 프랑스어: centime, 독일어: centime)에 해당된다.

## 역사
벨기에는 1832년에 프랑스 프랑과 동등한 가치의 프랑을 도입했으며, 룩셈부르크는 1848년에, 스위스는 1850년에 도입했다. 한편 이탈리아는 1862년에 프랑과 비슷한 리라를 도입했다.
벨기에는 1921년에 룩셈부르크와 통화 동맹을 맺었으며, 룩셈부르크 프랑과 1:1 비율의 고정 환율을 시행했다. 1935년에는 고정 환율 비율이 한때 1 벨기에 프랑 = 0.8 룩셈부르크 프랑으로 하락했지만 1944년에 1 벨기에 프랑 = 1 룩셈부르크 프랑으로 다시 상승했다.
벨기에 프랑은 2002년 2월 28일까지 유로와 함께 통용되었으며, 50 상팀, 1, 5, 20, 50 프랑짜리 동전과 100, 200, 500, 1000, 2000, 10000 프랑짜리 지폐가 통용되었다. 유로와의 교환 비율은 1 유로 = 40.3399 프랑이다.

## 같이 보기
- 벨기에의 유로 주화